# کلاوس فیشتل
کلاوس فیشتل (به آلمانی: Klaus Fichtel) بازیکن فوتبال و مدافع اهل آلمان است که از سال ۱۹۶۷ میلادی عضو تیم ملی فوتبال آلمان بوده‌است. وی در ۲۳ بازی ملی حضور داشته است و آخرین بازی ملی خود را در سال ۱۹۷۱ میلادی انجام داد. کلاوس فیشتل در بازی‌های ملی‌اش ۱ گل به ثمر رساند.